# Lilltjärnen (Säfsnäs socken, Dalarna)
Lilltjärnen är en sjö i Ludvika kommun i Dalarna och ingår i Göta älvs huvudavrinningsområde.